# À la recherche de Bobby Fischer
Pour plus de détails, voir Fiche technique et Distribution.
À la recherche de Bobby Fischer (Searching for Bobby Fischer) est un film américain de Steven Zaillian, sorti en 1993.
Ce film retrace les débuts du joueur d'échecs américain Joshua Waitzkin. Le film est adapté d'un livre éponyme écrit par le père de Joshua.

## Synopsis
Dans le New York des années 1980, Fred et Bonnie Waitzkin découvrent le talent exceptionnel aux échecs de leur fils Josh. Ils le confient au professeur Pandolfini pour développer les capacités du garçon. Stupéfait des aptitudes de l'enfant, il lui impose une discipline rigoureuse pour en faire un second Bobby Fischer, champion des États-Unis à 14 ans.

## Fiche technique
- Titre : À la recherche de Bobby Fischer
- Titre original : Searching for Bobby Fischer
- Autre titre : Innocent Moves
- Réalisation : Steven Zaillian
- Scénario : Steven Zaillian, d'après le roman de Fred Waitzkin (en)
- Musique : James Horner
- Producteurs : William Horberg et Scott Rudin
- Coproducteur : David Wisnievitz
- Producteur exécutif : Sydney Pollack
- Photographie : John Corso et Conrad L. Hall
- Montage : Wayne Wahrman (en)
- Distribution des rôles : Tina Gerussi
- Création des décors : David Gropman
- Direction artistique : Gregory P. Keen
- Décorateur de plateau : Steve Shewchuk
- Création des costumes : Julie Weiss
- Société de production : Paramount Pictures
- Pays de production :  États-Unis
- Langue : anglais
- Durée : 110 minutes
- Dates de sortie en salles :  
  - États-Unis : 11 août 1993
  - France : 22 décembre 1993

## Distribution
- Max Pomeranc (VF : Johan Pagès) : Josh Waitzkin
- Joe Mantegna (VF : Patrick Floersheim) : Fred Waitzkin
- Joan Allen (VF : Annie Le Youdec) : Bonnie Waitzkin
- Ben Kingsley (VF : Jean Négroni) : Bruce Pandolfini
- Laurence Fishburne (VF : Sady Rebbot) : Vinnie
- David Paymer (VF : Pierre-François Pistorio) : Kalev
- Hal Scardino : Morgan
- William H. Macy (VF : Jean-Philippe Puymartin) : un parent
- Robert Stephans (VF : Claude Giraud) : le professeur de Jonathan
- Michael Nirenberg : Jonathan Poe
- Dan Hedaya (VF : Jean-Luc Kayser) : le directeur du tournoi
- Anthony Heald : un parent
- Tony Shalhoub (VF : José Luccioni) : un membre du club d'échecs
- Laura Linney (VF : Nathalie Spitzer) : l'institutrice
- Josh Mostel (VF : Mario Santini) : un membre du club d'échecs

 Source et légende : version française (VF) sur RS Doublage

## Partie d'échecs Sarwer contre Waitzkin
À la fin du film, dans le tournoi final, Josh est vu en train de jouer contre un adversaire difficile dont il a peur, Jonathan Poe. Ce Jonathan est un personnage de fiction (contrairement à Joshua Waitzkin, ses parents Bonnie et Fred Waitzkin (en), son entraineur Bruce Pandolfini). En réalité, l'adversaire de Josh était Jeff Sarwer (un garçon plus jeune que Josh). Leur match dans le US Primary Championship de 1986 a eu lieu, mais la partie fut différente de celle montrée dans le film (voir diagramme ci-dessous). Dans le film, Josh propose le match nul, Jonathan rejette l'offre, la partie continue, et Jonathan perd. Dans la réalité, Sarwer a effectivement refusé la proposition de nulle, mais la partie s'est tout de même terminée en match nul. Les deux enfants ont été déclarés co-champions US Primary School. Sarwer a ensuite remporté le Championnat du monde des moins de 10 ans (garçons) en 1986.

## Fin de partie Poe contre Waitzkin
|   | a | b | c | d | e | f | g | h |   |
| 8 | Tour noire sur case blanche c8 · Fou noir sur case noire d8 · Pion noir sur case noire a7 · Pion noir sur case noire g7 · Cavalier noir sur case noire b6 · Roi blanc sur case blanche e6 · Pion blanc sur case noire f6 · Tour blanche sur case noire e5 · Fou blanc sur case noire g5 · Cavalier blanc sur case blanche e4 · Pion blanc sur case noire h4 · Roi noir sur case blanche c2 | Tour noire sur case blanche c8 · Fou noir sur case noire d8 · Pion noir sur case noire a7 · Pion noir sur case noire g7 · Cavalier noir sur case noire b6 · Roi blanc sur case blanche e6 · Pion blanc sur case noire f6 · Tour blanche sur case noire e5 · Fou blanc sur case noire g5 · Cavalier blanc sur case blanche e4 · Pion blanc sur case noire h4 · Roi noir sur case blanche c2 | Tour noire sur case blanche c8 · Fou noir sur case noire d8 · Pion noir sur case noire a7 · Pion noir sur case noire g7 · Cavalier noir sur case noire b6 · Roi blanc sur case blanche e6 · Pion blanc sur case noire f6 · Tour blanche sur case noire e5 · Fou blanc sur case noire g5 · Cavalier blanc sur case blanche e4 · Pion blanc sur case noire h4 · Roi noir sur case blanche c2 | Tour noire sur case blanche c8 · Fou noir sur case noire d8 · Pion noir sur case noire a7 · Pion noir sur case noire g7 · Cavalier noir sur case noire b6 · Roi blanc sur case blanche e6 · Pion blanc sur case noire f6 · Tour blanche sur case noire e5 · Fou blanc sur case noire g5 · Cavalier blanc sur case blanche e4 · Pion blanc sur case noire h4 · Roi noir sur case blanche c2 | Tour noire sur case blanche c8 · Fou noir sur case noire d8 · Pion noir sur case noire a7 · Pion noir sur case noire g7 · Cavalier noir sur case noire b6 · Roi blanc sur case blanche e6 · Pion blanc sur case noire f6 · Tour blanche sur case noire e5 · Fou blanc sur case noire g5 · Cavalier blanc sur case blanche e4 · Pion blanc sur case noire h4 · Roi noir sur case blanche c2 | Tour noire sur case blanche c8 · Fou noir sur case noire d8 · Pion noir sur case noire a7 · Pion noir sur case noire g7 · Cavalier noir sur case noire b6 · Roi blanc sur case blanche e6 · Pion blanc sur case noire f6 · Tour blanche sur case noire e5 · Fou blanc sur case noire g5 · Cavalier blanc sur case blanche e4 · Pion blanc sur case noire h4 · Roi noir sur case blanche c2 | Tour noire sur case blanche c8 · Fou noir sur case noire d8 · Pion noir sur case noire a7 · Pion noir sur case noire g7 · Cavalier noir sur case noire b6 · Roi blanc sur case blanche e6 · Pion blanc sur case noire f6 · Tour blanche sur case noire e5 · Fou blanc sur case noire g5 · Cavalier blanc sur case blanche e4 · Pion blanc sur case noire h4 · Roi noir sur case blanche c2 | Tour noire sur case blanche c8 · Fou noir sur case noire d8 · Pion noir sur case noire a7 · Pion noir sur case noire g7 · Cavalier noir sur case noire b6 · Roi blanc sur case blanche e6 · Pion blanc sur case noire f6 · Tour blanche sur case noire e5 · Fou blanc sur case noire g5 · Cavalier blanc sur case blanche e4 · Pion blanc sur case noire h4 · Roi noir sur case blanche c2 | 8 |
| 7 | Tour noire sur case blanche c8 · Fou noir sur case noire d8 · Pion noir sur case noire a7 · Pion noir sur case noire g7 · Cavalier noir sur case noire b6 · Roi blanc sur case blanche e6 · Pion blanc sur case noire f6 · Tour blanche sur case noire e5 · Fou blanc sur case noire g5 · Cavalier blanc sur case blanche e4 · Pion blanc sur case noire h4 · Roi noir sur case blanche c2 | Tour noire sur case blanche c8 · Fou noir sur case noire d8 · Pion noir sur case noire a7 · Pion noir sur case noire g7 · Cavalier noir sur case noire b6 · Roi blanc sur case blanche e6 · Pion blanc sur case noire f6 · Tour blanche sur case noire e5 · Fou blanc sur case noire g5 · Cavalier blanc sur case blanche e4 · Pion blanc sur case noire h4 · Roi noir sur case blanche c2 | Tour noire sur case blanche c8 · Fou noir sur case noire d8 · Pion noir sur case noire a7 · Pion noir sur case noire g7 · Cavalier noir sur case noire b6 · Roi blanc sur case blanche e6 · Pion blanc sur case noire f6 · Tour blanche sur case noire e5 · Fou blanc sur case noire g5 · Cavalier blanc sur case blanche e4 · Pion blanc sur case noire h4 · Roi noir sur case blanche c2 | Tour noire sur case blanche c8 · Fou noir sur case noire d8 · Pion noir sur case noire a7 · Pion noir sur case noire g7 · Cavalier noir sur case noire b6 · Roi blanc sur case blanche e6 · Pion blanc sur case noire f6 · Tour blanche sur case noire e5 · Fou blanc sur case noire g5 · Cavalier blanc sur case blanche e4 · Pion blanc sur case noire h4 · Roi noir sur case blanche c2 | Tour noire sur case blanche c8 · Fou noir sur case noire d8 · Pion noir sur case noire a7 · Pion noir sur case noire g7 · Cavalier noir sur case noire b6 · Roi blanc sur case blanche e6 · Pion blanc sur case noire f6 · Tour blanche sur case noire e5 · Fou blanc sur case noire g5 · Cavalier blanc sur case blanche e4 · Pion blanc sur case noire h4 · Roi noir sur case blanche c2 | Tour noire sur case blanche c8 · Fou noir sur case noire d8 · Pion noir sur case noire a7 · Pion noir sur case noire g7 · Cavalier noir sur case noire b6 · Roi blanc sur case blanche e6 · Pion blanc sur case noire f6 · Tour blanche sur case noire e5 · Fou blanc sur case noire g5 · Cavalier blanc sur case blanche e4 · Pion blanc sur case noire h4 · Roi noir sur case blanche c2 | Tour noire sur case blanche c8 · Fou noir sur case noire d8 · Pion noir sur case noire a7 · Pion noir sur case noire g7 · Cavalier noir sur case noire b6 · Roi blanc sur case blanche e6 · Pion blanc sur case noire f6 · Tour blanche sur case noire e5 · Fou blanc sur case noire g5 · Cavalier blanc sur case blanche e4 · Pion blanc sur case noire h4 · Roi noir sur case blanche c2 | Tour noire sur case blanche c8 · Fou noir sur case noire d8 · Pion noir sur case noire a7 · Pion noir sur case noire g7 · Cavalier noir sur case noire b6 · Roi blanc sur case blanche e6 · Pion blanc sur case noire f6 · Tour blanche sur case noire e5 · Fou blanc sur case noire g5 · Cavalier blanc sur case blanche e4 · Pion blanc sur case noire h4 · Roi noir sur case blanche c2 | 7 |
| 6 | Tour noire sur case blanche c8 · Fou noir sur case noire d8 · Pion noir sur case noire a7 · Pion noir sur case noire g7 · Cavalier noir sur case noire b6 · Roi blanc sur case blanche e6 · Pion blanc sur case noire f6 · Tour blanche sur case noire e5 · Fou blanc sur case noire g5 · Cavalier blanc sur case blanche e4 · Pion blanc sur case noire h4 · Roi noir sur case blanche c2 | Tour noire sur case blanche c8 · Fou noir sur case noire d8 · Pion noir sur case noire a7 · Pion noir sur case noire g7 · Cavalier noir sur case noire b6 · Roi blanc sur case blanche e6 · Pion blanc sur case noire f6 · Tour blanche sur case noire e5 · Fou blanc sur case noire g5 · Cavalier blanc sur case blanche e4 · Pion blanc sur case noire h4 · Roi noir sur case blanche c2 | Tour noire sur case blanche c8 · Fou noir sur case noire d8 · Pion noir sur case noire a7 · Pion noir sur case noire g7 · Cavalier noir sur case noire b6 · Roi blanc sur case blanche e6 · Pion blanc sur case noire f6 · Tour blanche sur case noire e5 · Fou blanc sur case noire g5 · Cavalier blanc sur case blanche e4 · Pion blanc sur case noire h4 · Roi noir sur case blanche c2 | Tour noire sur case blanche c8 · Fou noir sur case noire d8 · Pion noir sur case noire a7 · Pion noir sur case noire g7 · Cavalier noir sur case noire b6 · Roi blanc sur case blanche e6 · Pion blanc sur case noire f6 · Tour blanche sur case noire e5 · Fou blanc sur case noire g5 · Cavalier blanc sur case blanche e4 · Pion blanc sur case noire h4 · Roi noir sur case blanche c2 | Tour noire sur case blanche c8 · Fou noir sur case noire d8 · Pion noir sur case noire a7 · Pion noir sur case noire g7 · Cavalier noir sur case noire b6 · Roi blanc sur case blanche e6 · Pion blanc sur case noire f6 · Tour blanche sur case noire e5 · Fou blanc sur case noire g5 · Cavalier blanc sur case blanche e4 · Pion blanc sur case noire h4 · Roi noir sur case blanche c2 | Tour noire sur case blanche c8 · Fou noir sur case noire d8 · Pion noir sur case noire a7 · Pion noir sur case noire g7 · Cavalier noir sur case noire b6 · Roi blanc sur case blanche e6 · Pion blanc sur case noire f6 · Tour blanche sur case noire e5 · Fou blanc sur case noire g5 · Cavalier blanc sur case blanche e4 · Pion blanc sur case noire h4 · Roi noir sur case blanche c2 | Tour noire sur case blanche c8 · Fou noir sur case noire d8 · Pion noir sur case noire a7 · Pion noir sur case noire g7 · Cavalier noir sur case noire b6 · Roi blanc sur case blanche e6 · Pion blanc sur case noire f6 · Tour blanche sur case noire e5 · Fou blanc sur case noire g5 · Cavalier blanc sur case blanche e4 · Pion blanc sur case noire h4 · Roi noir sur case blanche c2 | Tour noire sur case blanche c8 · Fou noir sur case noire d8 · Pion noir sur case noire a7 · Pion noir sur case noire g7 · Cavalier noir sur case noire b6 · Roi blanc sur case blanche e6 · Pion blanc sur case noire f6 · Tour blanche sur case noire e5 · Fou blanc sur case noire g5 · Cavalier blanc sur case blanche e4 · Pion blanc sur case noire h4 · Roi noir sur case blanche c2 | 6 |
| 5 | Tour noire sur case blanche c8 · Fou noir sur case noire d8 · Pion noir sur case noire a7 · Pion noir sur case noire g7 · Cavalier noir sur case noire b6 · Roi blanc sur case blanche e6 · Pion blanc sur case noire f6 · Tour blanche sur case noire e5 · Fou blanc sur case noire g5 · Cavalier blanc sur case blanche e4 · Pion blanc sur case noire h4 · Roi noir sur case blanche c2 | Tour noire sur case blanche c8 · Fou noir sur case noire d8 · Pion noir sur case noire a7 · Pion noir sur case noire g7 · Cavalier noir sur case noire b6 · Roi blanc sur case blanche e6 · Pion blanc sur case noire f6 · Tour blanche sur case noire e5 · Fou blanc sur case noire g5 · Cavalier blanc sur case blanche e4 · Pion blanc sur case noire h4 · Roi noir sur case blanche c2 | Tour noire sur case blanche c8 · Fou noir sur case noire d8 · Pion noir sur case noire a7 · Pion noir sur case noire g7 · Cavalier noir sur case noire b6 · Roi blanc sur case blanche e6 · Pion blanc sur case noire f6 · Tour blanche sur case noire e5 · Fou blanc sur case noire g5 · Cavalier blanc sur case blanche e4 · Pion blanc sur case noire h4 · Roi noir sur case blanche c2 | Tour noire sur case blanche c8 · Fou noir sur case noire d8 · Pion noir sur case noire a7 · Pion noir sur case noire g7 · Cavalier noir sur case noire b6 · Roi blanc sur case blanche e6 · Pion blanc sur case noire f6 · Tour blanche sur case noire e5 · Fou blanc sur case noire g5 · Cavalier blanc sur case blanche e4 · Pion blanc sur case noire h4 · Roi noir sur case blanche c2 | Tour noire sur case blanche c8 · Fou noir sur case noire d8 · Pion noir sur case noire a7 · Pion noir sur case noire g7 · Cavalier noir sur case noire b6 · Roi blanc sur case blanche e6 · Pion blanc sur case noire f6 · Tour blanche sur case noire e5 · Fou blanc sur case noire g5 · Cavalier blanc sur case blanche e4 · Pion blanc sur case noire h4 · Roi noir sur case blanche c2 | Tour noire sur case blanche c8 · Fou noir sur case noire d8 · Pion noir sur case noire a7 · Pion noir sur case noire g7 · Cavalier noir sur case noire b6 · Roi blanc sur case blanche e6 · Pion blanc sur case noire f6 · Tour blanche sur case noire e5 · Fou blanc sur case noire g5 · Cavalier blanc sur case blanche e4 · Pion blanc sur case noire h4 · Roi noir sur case blanche c2 | Tour noire sur case blanche c8 · Fou noir sur case noire d8 · Pion noir sur case noire a7 · Pion noir sur case noire g7 · Cavalier noir sur case noire b6 · Roi blanc sur case blanche e6 · Pion blanc sur case noire f6 · Tour blanche sur case noire e5 · Fou blanc sur case noire g5 · Cavalier blanc sur case blanche e4 · Pion blanc sur case noire h4 · Roi noir sur case blanche c2 | Tour noire sur case blanche c8 · Fou noir sur case noire d8 · Pion noir sur case noire a7 · Pion noir sur case noire g7 · Cavalier noir sur case noire b6 · Roi blanc sur case blanche e6 · Pion blanc sur case noire f6 · Tour blanche sur case noire e5 · Fou blanc sur case noire g5 · Cavalier blanc sur case blanche e4 · Pion blanc sur case noire h4 · Roi noir sur case blanche c2 | 5 |
| 4 | Tour noire sur case blanche c8 · Fou noir sur case noire d8 · Pion noir sur case noire a7 · Pion noir sur case noire g7 · Cavalier noir sur case noire b6 · Roi blanc sur case blanche e6 · Pion blanc sur case noire f6 · Tour blanche sur case noire e5 · Fou blanc sur case noire g5 · Cavalier blanc sur case blanche e4 · Pion blanc sur case noire h4 · Roi noir sur case blanche c2 | Tour noire sur case blanche c8 · Fou noir sur case noire d8 · Pion noir sur case noire a7 · Pion noir sur case noire g7 · Cavalier noir sur case noire b6 · Roi blanc sur case blanche e6 · Pion blanc sur case noire f6 · Tour blanche sur case noire e5 · Fou blanc sur case noire g5 · Cavalier blanc sur case blanche e4 · Pion blanc sur case noire h4 · Roi noir sur case blanche c2 | Tour noire sur case blanche c8 · Fou noir sur case noire d8 · Pion noir sur case noire a7 · Pion noir sur case noire g7 · Cavalier noir sur case noire b6 · Roi blanc sur case blanche e6 · Pion blanc sur case noire f6 · Tour blanche sur case noire e5 · Fou blanc sur case noire g5 · Cavalier blanc sur case blanche e4 · Pion blanc sur case noire h4 · Roi noir sur case blanche c2 | Tour noire sur case blanche c8 · Fou noir sur case noire d8 · Pion noir sur case noire a7 · Pion noir sur case noire g7 · Cavalier noir sur case noire b6 · Roi blanc sur case blanche e6 · Pion blanc sur case noire f6 · Tour blanche sur case noire e5 · Fou blanc sur case noire g5 · Cavalier blanc sur case blanche e4 · Pion blanc sur case noire h4 · Roi noir sur case blanche c2 | Tour noire sur case blanche c8 · Fou noir sur case noire d8 · Pion noir sur case noire a7 · Pion noir sur case noire g7 · Cavalier noir sur case noire b6 · Roi blanc sur case blanche e6 · Pion blanc sur case noire f6 · Tour blanche sur case noire e5 · Fou blanc sur case noire g5 · Cavalier blanc sur case blanche e4 · Pion blanc sur case noire h4 · Roi noir sur case blanche c2 | Tour noire sur case blanche c8 · Fou noir sur case noire d8 · Pion noir sur case noire a7 · Pion noir sur case noire g7 · Cavalier noir sur case noire b6 · Roi blanc sur case blanche e6 · Pion blanc sur case noire f6 · Tour blanche sur case noire e5 · Fou blanc sur case noire g5 · Cavalier blanc sur case blanche e4 · Pion blanc sur case noire h4 · Roi noir sur case blanche c2 | Tour noire sur case blanche c8 · Fou noir sur case noire d8 · Pion noir sur case noire a7 · Pion noir sur case noire g7 · Cavalier noir sur case noire b6 · Roi blanc sur case blanche e6 · Pion blanc sur case noire f6 · Tour blanche sur case noire e5 · Fou blanc sur case noire g5 · Cavalier blanc sur case blanche e4 · Pion blanc sur case noire h4 · Roi noir sur case blanche c2 | Tour noire sur case blanche c8 · Fou noir sur case noire d8 · Pion noir sur case noire a7 · Pion noir sur case noire g7 · Cavalier noir sur case noire b6 · Roi blanc sur case blanche e6 · Pion blanc sur case noire f6 · Tour blanche sur case noire e5 · Fou blanc sur case noire g5 · Cavalier blanc sur case blanche e4 · Pion blanc sur case noire h4 · Roi noir sur case blanche c2 | 4 |
| 3 | Tour noire sur case blanche c8 · Fou noir sur case noire d8 · Pion noir sur case noire a7 · Pion noir sur case noire g7 · Cavalier noir sur case noire b6 · Roi blanc sur case blanche e6 · Pion blanc sur case noire f6 · Tour blanche sur case noire e5 · Fou blanc sur case noire g5 · Cavalier blanc sur case blanche e4 · Pion blanc sur case noire h4 · Roi noir sur case blanche c2 | Tour noire sur case blanche c8 · Fou noir sur case noire d8 · Pion noir sur case noire a7 · Pion noir sur case noire g7 · Cavalier noir sur case noire b6 · Roi blanc sur case blanche e6 · Pion blanc sur case noire f6 · Tour blanche sur case noire e5 · Fou blanc sur case noire g5 · Cavalier blanc sur case blanche e4 · Pion blanc sur case noire h4 · Roi noir sur case blanche c2 | Tour noire sur case blanche c8 · Fou noir sur case noire d8 · Pion noir sur case noire a7 · Pion noir sur case noire g7 · Cavalier noir sur case noire b6 · Roi blanc sur case blanche e6 · Pion blanc sur case noire f6 · Tour blanche sur case noire e5 · Fou blanc sur case noire g5 · Cavalier blanc sur case blanche e4 · Pion blanc sur case noire h4 · Roi noir sur case blanche c2 | Tour noire sur case blanche c8 · Fou noir sur case noire d8 · Pion noir sur case noire a7 · Pion noir sur case noire g7 · Cavalier noir sur case noire b6 · Roi blanc sur case blanche e6 · Pion blanc sur case noire f6 · Tour blanche sur case noire e5 · Fou blanc sur case noire g5 · Cavalier blanc sur case blanche e4 · Pion blanc sur case noire h4 · Roi noir sur case blanche c2 | Tour noire sur case blanche c8 · Fou noir sur case noire d8 · Pion noir sur case noire a7 · Pion noir sur case noire g7 · Cavalier noir sur case noire b6 · Roi blanc sur case blanche e6 · Pion blanc sur case noire f6 · Tour blanche sur case noire e5 · Fou blanc sur case noire g5 · Cavalier blanc sur case blanche e4 · Pion blanc sur case noire h4 · Roi noir sur case blanche c2 | Tour noire sur case blanche c8 · Fou noir sur case noire d8 · Pion noir sur case noire a7 · Pion noir sur case noire g7 · Cavalier noir sur case noire b6 · Roi blanc sur case blanche e6 · Pion blanc sur case noire f6 · Tour blanche sur case noire e5 · Fou blanc sur case noire g5 · Cavalier blanc sur case blanche e4 · Pion blanc sur case noire h4 · Roi noir sur case blanche c2 | Tour noire sur case blanche c8 · Fou noir sur case noire d8 · Pion noir sur case noire a7 · Pion noir sur case noire g7 · Cavalier noir sur case noire b6 · Roi blanc sur case blanche e6 · Pion blanc sur case noire f6 · Tour blanche sur case noire e5 · Fou blanc sur case noire g5 · Cavalier blanc sur case blanche e4 · Pion blanc sur case noire h4 · Roi noir sur case blanche c2 | Tour noire sur case blanche c8 · Fou noir sur case noire d8 · Pion noir sur case noire a7 · Pion noir sur case noire g7 · Cavalier noir sur case noire b6 · Roi blanc sur case blanche e6 · Pion blanc sur case noire f6 · Tour blanche sur case noire e5 · Fou blanc sur case noire g5 · Cavalier blanc sur case blanche e4 · Pion blanc sur case noire h4 · Roi noir sur case blanche c2 | 3 |
| 2 | Tour noire sur case blanche c8 · Fou noir sur case noire d8 · Pion noir sur case noire a7 · Pion noir sur case noire g7 · Cavalier noir sur case noire b6 · Roi blanc sur case blanche e6 · Pion blanc sur case noire f6 · Tour blanche sur case noire e5 · Fou blanc sur case noire g5 · Cavalier blanc sur case blanche e4 · Pion blanc sur case noire h4 · Roi noir sur case blanche c2 | Tour noire sur case blanche c8 · Fou noir sur case noire d8 · Pion noir sur case noire a7 · Pion noir sur case noire g7 · Cavalier noir sur case noire b6 · Roi blanc sur case blanche e6 · Pion blanc sur case noire f6 · Tour blanche sur case noire e5 · Fou blanc sur case noire g5 · Cavalier blanc sur case blanche e4 · Pion blanc sur case noire h4 · Roi noir sur case blanche c2 | Tour noire sur case blanche c8 · Fou noir sur case noire d8 · Pion noir sur case noire a7 · Pion noir sur case noire g7 · Cavalier noir sur case noire b6 · Roi blanc sur case blanche e6 · Pion blanc sur case noire f6 · Tour blanche sur case noire e5 · Fou blanc sur case noire g5 · Cavalier blanc sur case blanche e4 · Pion blanc sur case noire h4 · Roi noir sur case blanche c2 | Tour noire sur case blanche c8 · Fou noir sur case noire d8 · Pion noir sur case noire a7 · Pion noir sur case noire g7 · Cavalier noir sur case noire b6 · Roi blanc sur case blanche e6 · Pion blanc sur case noire f6 · Tour blanche sur case noire e5 · Fou blanc sur case noire g5 · Cavalier blanc sur case blanche e4 · Pion blanc sur case noire h4 · Roi noir sur case blanche c2 | Tour noire sur case blanche c8 · Fou noir sur case noire d8 · Pion noir sur case noire a7 · Pion noir sur case noire g7 · Cavalier noir sur case noire b6 · Roi blanc sur case blanche e6 · Pion blanc sur case noire f6 · Tour blanche sur case noire e5 · Fou blanc sur case noire g5 · Cavalier blanc sur case blanche e4 · Pion blanc sur case noire h4 · Roi noir sur case blanche c2 | Tour noire sur case blanche c8 · Fou noir sur case noire d8 · Pion noir sur case noire a7 · Pion noir sur case noire g7 · Cavalier noir sur case noire b6 · Roi blanc sur case blanche e6 · Pion blanc sur case noire f6 · Tour blanche sur case noire e5 · Fou blanc sur case noire g5 · Cavalier blanc sur case blanche e4 · Pion blanc sur case noire h4 · Roi noir sur case blanche c2 | Tour noire sur case blanche c8 · Fou noir sur case noire d8 · Pion noir sur case noire a7 · Pion noir sur case noire g7 · Cavalier noir sur case noire b6 · Roi blanc sur case blanche e6 · Pion blanc sur case noire f6 · Tour blanche sur case noire e5 · Fou blanc sur case noire g5 · Cavalier blanc sur case blanche e4 · Pion blanc sur case noire h4 · Roi noir sur case blanche c2 | Tour noire sur case blanche c8 · Fou noir sur case noire d8 · Pion noir sur case noire a7 · Pion noir sur case noire g7 · Cavalier noir sur case noire b6 · Roi blanc sur case blanche e6 · Pion blanc sur case noire f6 · Tour blanche sur case noire e5 · Fou blanc sur case noire g5 · Cavalier blanc sur case blanche e4 · Pion blanc sur case noire h4 · Roi noir sur case blanche c2 | 2 |
| 1 | Tour noire sur case blanche c8 · Fou noir sur case noire d8 · Pion noir sur case noire a7 · Pion noir sur case noire g7 · Cavalier noir sur case noire b6 · Roi blanc sur case blanche e6 · Pion blanc sur case noire f6 · Tour blanche sur case noire e5 · Fou blanc sur case noire g5 · Cavalier blanc sur case blanche e4 · Pion blanc sur case noire h4 · Roi noir sur case blanche c2 | Tour noire sur case blanche c8 · Fou noir sur case noire d8 · Pion noir sur case noire a7 · Pion noir sur case noire g7 · Cavalier noir sur case noire b6 · Roi blanc sur case blanche e6 · Pion blanc sur case noire f6 · Tour blanche sur case noire e5 · Fou blanc sur case noire g5 · Cavalier blanc sur case blanche e4 · Pion blanc sur case noire h4 · Roi noir sur case blanche c2 | Tour noire sur case blanche c8 · Fou noir sur case noire d8 · Pion noir sur case noire a7 · Pion noir sur case noire g7 · Cavalier noir sur case noire b6 · Roi blanc sur case blanche e6 · Pion blanc sur case noire f6 · Tour blanche sur case noire e5 · Fou blanc sur case noire g5 · Cavalier blanc sur case blanche e4 · Pion blanc sur case noire h4 · Roi noir sur case blanche c2 | Tour noire sur case blanche c8 · Fou noir sur case noire d8 · Pion noir sur case noire a7 · Pion noir sur case noire g7 · Cavalier noir sur case noire b6 · Roi blanc sur case blanche e6 · Pion blanc sur case noire f6 · Tour blanche sur case noire e5 · Fou blanc sur case noire g5 · Cavalier blanc sur case blanche e4 · Pion blanc sur case noire h4 · Roi noir sur case blanche c2 | Tour noire sur case blanche c8 · Fou noir sur case noire d8 · Pion noir sur case noire a7 · Pion noir sur case noire g7 · Cavalier noir sur case noire b6 · Roi blanc sur case blanche e6 · Pion blanc sur case noire f6 · Tour blanche sur case noire e5 · Fou blanc sur case noire g5 · Cavalier blanc sur case blanche e4 · Pion blanc sur case noire h4 · Roi noir sur case blanche c2 | Tour noire sur case blanche c8 · Fou noir sur case noire d8 · Pion noir sur case noire a7 · Pion noir sur case noire g7 · Cavalier noir sur case noire b6 · Roi blanc sur case blanche e6 · Pion blanc sur case noire f6 · Tour blanche sur case noire e5 · Fou blanc sur case noire g5 · Cavalier blanc sur case blanche e4 · Pion blanc sur case noire h4 · Roi noir sur case blanche c2 | Tour noire sur case blanche c8 · Fou noir sur case noire d8 · Pion noir sur case noire a7 · Pion noir sur case noire g7 · Cavalier noir sur case noire b6 · Roi blanc sur case blanche e6 · Pion blanc sur case noire f6 · Tour blanche sur case noire e5 · Fou blanc sur case noire g5 · Cavalier blanc sur case blanche e4 · Pion blanc sur case noire h4 · Roi noir sur case blanche c2 | Tour noire sur case blanche c8 · Fou noir sur case noire d8 · Pion noir sur case noire a7 · Pion noir sur case noire g7 · Cavalier noir sur case noire b6 · Roi blanc sur case blanche e6 · Pion blanc sur case noire f6 · Tour blanche sur case noire e5 · Fou blanc sur case noire g5 · Cavalier blanc sur case blanche e4 · Pion blanc sur case noire h4 · Roi noir sur case blanche c2 | 1 |
|   | a | b | c | d | e | f | g | h |   |

Ce diagramme reprend la position finale du film. Waitzkin a les noirs, et propose match nul à Poe. Cette position n'a pas eu lieu dans la vraie partie Sarwer – Waitzkin, c'est une composition (position inventée) de Waitzkin et Pandolfini pour le film.

Dans le film, les coups suivants ont été joués :
1... gxf6 2. Fxf6 Tc6+ 3. Rf5 Txf6+! 4. Cxf6 Fxf6 5. Rxf6 Cd7+ 6. Rf5 Cxe5 7. Rxe5???
Dans le magazine Chess Life (en) d'octobre 1995, le Grand maître international Larry Evans examine cette position et trouve une faille : Poe (avec les blancs) aurait pu obtenir le match nul en jouant 7.h5.
7... a5 8. h5 a4 9. h6 a3 10. h7 a2 11. h8=D a1=D+ 12. Rf5 Dxh8 0–1
Les blancs abandonnent.

## Distinctions
- Le film a été nommé aux Oscars, lors de la 66e cérémonie des Oscars en 1994, dans la catégorie meilleure photographie.